# Intelligent Platform Management Interface

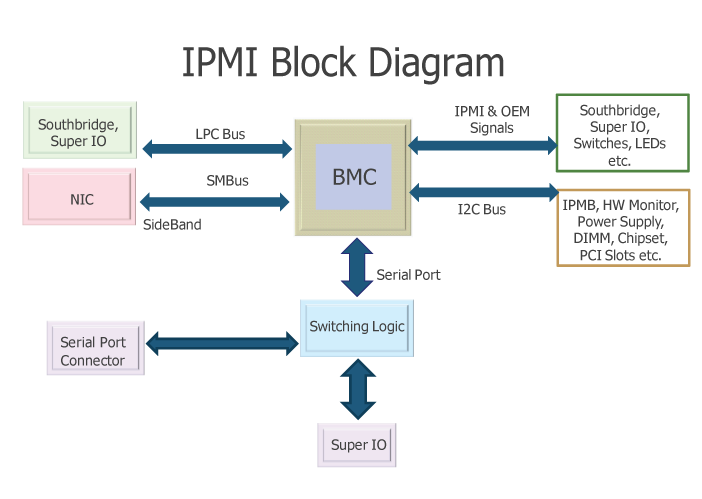
Diagrama de blocos do IPMI

Intelligent Platform Management Interface (IPMI) é uma interface padronizada para gerência de hardware utilizada por administradores de sistema para monitorar sistemas de computadores. Este padrão é promovido pela Intel, Dell, HP e NEC e atualmente está na versão 2.0 que data de 12 de fevereiro de 2004.
O elemento de hardware responsável por implementar este padrão é chamado Baseboard Management Controller ou BMC. Um subsistema IPMI opera de forma independente do sistema operacional para que a monitoração prossiga mesmo na ausência deste, controlando inclusive configurações da BIOS. Administradores podem utilizar as mensagens do IPMI para monitorar o estado da plataforma por meio de dados como a temperatura, a tensão, estado da ventilação e das fontes de energia ou mesmo informações para inventário. Também é possível efetuar operações de recuperação remota, configurando o desligamento, reinício e a programação dos watchdog timers.